# Klinja vas
Klinja vas je naselje u slovenskoj Općini Kočevju. Klinja vas se nalazi u pokrajini Dolenjskoj i statističkoj regiji Jugoistočnoj Sloveniji. 

## Stanovništvo
Prema popisu stanovništva iz 2002. godine naselje je imalo 235 stanovnika.